# Liste der Bodendenkmäler in Kirchroth
Auf dieser Seite sind die Bodendenkmäler in der niederbayerischen Gemeinde Kirchroth zusammengestellt. Diese Tabelle ist eine Teilliste der Liste der Bodendenkmäler in Bayern. Grundlage ist die Bayerische Denkmalliste, die auf Basis des Bayerischen Denkmalschutzgesetzes vom 1. Oktober 1973 erstmals erstellt wurde und seither durch das Bayerische Landesamt für Denkmalpflege geführt wird. Die folgenden Angaben ersetzen nicht die rechtsverbindliche Auskunft der Denkmalschutzbehörde.

## Bodendenkmäler in Kirchroth
| Lage                     | Objekt                                                                                         | Akten-Nr.     | Bild |
| ------------------------ | ---------------------------------------------------------------------------------------------- | ------------- | ---- |
| (Standort)               | Siedlungen vorgeschichtlicher Zeitstellung, u. a. des Neolithikums                             | D-2-7040-0001 |      |
| (Standort)               | Siedlung vor- und frühgeschichtlicher Zeitstellung.                                            | D-2-7040-0002 |      |
| (Standort)               | Siedlungen vorgeschichtlicher Zeitstellung, u. a. des Neolithikums                             | D-2-7040-0003 |      |
| (Standort)               | Station des Mesolithikums. Siedlungen vor- und frühgeschichtlicher Zeitstellung                | D-2-7040-0004 |      |
| (Standort)               | Siedlung und Körpergräber vor- und frühgeschichtlicher Zeitstellung                            | D-2-7040-0006 |      |
| Pondorf (Standort)       | Siedlungen vor- und frühgeschichtlicher Zeitstellung, u. a. des Neolithikums                   | D-2-7040-0008 |      |
| (Standort)               | Siedlungen vorgeschichtlicher Zeitstellung, u. a. der Münchshöfener Gruppe                     | D-2-7040-0009 |      |
| (Standort)               | Siedlung der Bronze- oder Latènezeit.                                                          | D-2-7040-0010 |      |
| (Standort)               | Siedlung der Urnenfelderzeit.                                                                  | D-2-7040-0012 |      |
| (Standort)               | Siedlungen der Vorgeschichte, u. a. des Neolithikums, darunter der Linearbandkeramik           | D-2-7040-0013 |      |
| (Standort)               | Siedlung vorgeschichtlicher Zeitstellung.                                                      | D-2-7040-0014 |      |
| (Standort)               | Siedlungen des Neolithikums, der Hallstatt- und der Latènezeit.                                | D-2-7040-0015 |      |
| (Standort)               | Siedlung vorgeschichtlicher Zeitstellung, u. a. der Hallstattzeit, und Gräber                  | D-2-7040-0016 |      |
| (Standort)               | Siedlung der Urnenfelderzeit.                                                                  | D-2-7040-0017 |      |
| (Standort)               | Siedlungen vorgeschichtlicher Zeitstellung, u. a. des Neolithikums.                            | D-2-7040-0018 |      |
| Oberzeitldorn (Standort) | Siedlungen vorgeschichtlicher Zeitstellung, u. a. des Spätneolithikums, der Bronzezeit         | D-2-7040-0019 |      |
| (Standort)               | Siedlungen des Neolithikums und der Bronze- oder Urnenfelderzeit.                              | D-2-7040-0020 |      |
| (Standort)               | Siedlungen vorgeschichtlicher Zeitstellung, u. a. des Neolithikums.                            | D-2-7040-0021 |      |
| (Standort)               | Siedlungen des Mesolithikums oder Neolithikums und der Urnenfelderzeit.                        | D-2-7040-0022 |      |
| (Standort)               | Siedlungen vorgeschichtlicher Zeitstellung, u. a. des Neolithikums, der Bronzezeit             | D-2-7040-0023 |      |
| (Standort)               | Siedlungen vorgeschichtlicher Zeitstellung, u. a. des Neolithikums und der Urnenfelderzeit.    | D-2-7040-0026 |      |
| (Standort)               | Siedlungen vorgeschichtlicher Zeitstellung, u. a. des Neolithikums                             | D-2-7040-0028 |      |
| (Standort)               | Siedlung der späten Bronzezeit.                                                                | D-2-7040-0029 |      |
| (Standort)               | Siedlungen vor- und frühgeschichtlicher Zeitstellung, u. a. der Linearbandkeramik              | D-2-7040-0030 |      |
| (Standort)               | Burgstall des Mittelalters.                                                                    | D-2-7040-0032 |      |
| (Standort)               | Siedlung vor- und frühgeschichtlicher Zeitstellung.                                            | D-2-7040-0084 |      |
| (Standort)               | Siedlung der Hallstattzeit.                                                                    | D-2-7040-0091 |      |
| (Standort)               | Untertägige mittelalterliche und frühneuzeitliche Befunde im Bereich der Kath. Kirche          | D-2-7040-0093 |      |
| (Standort)               | Untertägige mittelalterliche und frühneuzeitliche Befunde im Bereich der Kath. Pfarrkirche     | D-2-7040-0096 |      |
| (Standort)               | Siedlungen vorgeschichtlicher Zeitstellung, u. a. des Mittelneolithikums (Stichbandkeramik),   | D-2-7041-0001 |      |
| (Standort)               | Siedlung der Hallstatt- oder Latènezeit.                                                       | D-2-7041-0002 |      |
| (Standort)               | Siedlung vorgeschichtlicher Zeitstellung.                                                      | D-2-7041-0003 |      |
| (Standort)               | Siedlungen vorgeschichtlicher Zeitstellung, u. a. der Münchshöfener Gruppe                     | D-2-7041-0004 |      |
| (Standort)               | Siedlungen vorgeschichtlicher Zeitstellung, u. a. der Linearbandkeramik                        | D-2-7041-0006 |      |
| (Standort)               | Siedlung der Linearbandkeramik und Gräber der Urnenfelderzeit.                                 | D-2-7041-0008 |      |
| (Standort)               | Siedlungen vor- und frühgeschichtlicher Zeitstellung, u. a. der Glockenbecherkultur            | D-2-7041-0009 |      |
| (Standort)               | Gräber der Glockenbecherkultur und der frühen Bronzezeit sowie Siedlungen                      | D-2-7041-0010 |      |
| (Standort)               | Siedlungen des Neolithikums, u. a. der Stichbandkeramik und der Münchshöfener Gruppe           | D-2-7041-0011 |      |
| (Standort)               | Siedlungen der mittleren Bronzezeit, der älteren Urnenfelderzeit und der Latènezeit.           | D-2-7041-0012 |      |
| (Standort)               | Siedlung vor- und frühgeschichtlicher Zeitstellung.                                            | D-2-7041-0014 |      |
| (Standort)               | Siedlung der Hallstatt- oder frühen Latènezeit.                                                | D-2-7041-0017 |      |
| (Standort)               | Siedlungen des Neolithikums, der Bronzezeit, der Urnenfelderzeit und der Latènezeit.           | D-2-7041-0018 |      |
| (Standort)               | Siedlungen der mittleren Bronzezeit und der späten Latènezeit.                                 | D-2-7041-0020 |      |
| (Standort)               | Siedlung der späten Latènezeit.                                                                | D-2-7041-0021 |      |
| (Standort)               | Station des Mittelpaläolithikums und des Mesolithikums sowie vorgeschichtliche Befunde         | D-2-7041-0022 |      |
| (Standort)               | Siedlungen vorgeschichtlicher Zeitstellung, u. a. der frühen Bronze- und späten Latènezeit.    | D-2-7041-0023 |      |
| (Standort)               | Siedlung vorgeschichtlicher Zeitstellung.                                                      | D-2-7041-0024 |      |
| (Standort)               | Siedlung der mittleren und späten Latènezeit.                                                  | D-2-7041-0025 |      |
| (Standort)               | Siedlungen vorgeschichtlicher Zeitstellung, u. a. der Linearbandkeramik                        | D-2-7041-0027 |      |
| (Standort)               | Siedlung vorgeschichtlicher Zeitstellung.                                                      | D-2-7041-0028 |      |
| (Standort)               | Siedlung der mittleren Bronzezeit.                                                             | D-2-7041-0029 |      |
| (Standort)               | Siedlungen vorgeschichtlicher Zeitstellung, u. a. der mittleren Bronzezeit und der Latènezeit. | D-2-7041-0030 |      |
| (Standort)               | Siedlungen der mittleren bis späten Bronzezeit und der Latènezeit.                             | D-2-7041-0031 |      |
| (Standort)               | Siedlung der mittleren Bronzezeit.                                                             | D-2-7041-0032 |      |
| (Standort)               | Siedlungen vor- und frühgeschichtlicher Zeitstellung, u. a. des älteren Neolithikums           | D-2-7041-0033 |      |
| (Standort)               | Siedlungen vorgeschichtlicher Zeitstellung, u. a. des Altneolithikums                          | D-2-7041-0034 |      |
| (Standort)               | Siedlung der späten Latènezeit.                                                                | D-2-7041-0035 |      |
| (Standort)               | Siedlungen vorgeschichtlicher Zeitstellung, u. a. des Neolithikums                             | D-2-7041-0038 |      |
| (Standort)               | Siedlungen vorgeschichtlicher Zeitstellung, u. a. der Münchshöfener Gruppe                     | D-2-7041-0041 |      |
| (Standort)               | Verebnete Grabhügel und Siedlung vor- und frühgeschichtlicher Zeitstellung.                    | D-2-7041-0042 |      |
| (Standort)               | Siedlungen vorgeschichtlicher Zeitstellung, u. a. der Bronze- und Latènezeit.                  | D-2-7041-0138 |      |
| (Standort)               | Siedlungen vorgeschichtlicher Zeitstellung, u. a. des Neolithikums und der Metallzeiten.       | D-2-7041-0139 |      |
| (Standort)               | Siedlung vorgeschichtlicher Zeitstellung.                                                      | D-2-7041-0140 |      |
| (Standort)               | Siedlungen des Neolithikums und der Latènezeit.                                                | D-2-7041-0141 |      |
| (Standort)               | Siedlung vorgeschichtlicher Zeitstellung.                                                      | D-2-7041-0143 |      |
| (Standort)               | Siedlung der jüngeren römischen Kaiserzeit.                                                    | D-2-7041-0145 |      |
| (Standort)               | Siedlung vor- und frühgeschichtlicher Zeitstellung.                                            | D-2-7041-0146 |      |
| (Standort)               | Untertägige mittelalterliche und frühneuzeitliche Befunde im Bereich der Kath. Pfarrkirche     | D-2-7041-0172 |      |
| (Standort)               | Untertägige mittelalterliche und frühneuzeitliche Befunde im Bereich der Kath. Filialkirche    | D-2-7041-0173 |      |
| (Standort)               | Bestattungsplatz des frühen Mittelalters.                                                      | D-2-7041-0174 |      |
| (Standort)               | Siedlungen vor- und frühgeschichtlicher Zeitstellung, u. a. der Urnenfelderzeit                | D-2-7041-0195 |      |
| (Standort)               | Untertägige mittelalterliche und frühneuzeitliche Befunde im Bereich der Kath. Filialkirche    | D-2-7041-0198 |      |
| (Standort)               | Untertägige mittelalterliche und frühneuzeitliche Befunde im Bereich der Kath. Filialkirche    | D-2-7041-0200 |      |
| (Standort)               | Untertägige mittelalterliche und frühneuzeitliche Befunde im Bereich der Kath. Filialkirche    | D-2-7041-0205 |      |
| (Standort)               | Untertägige mittelalterliche und frühneuzeitliche Befunde im Bereich der Kath. Filialkirche    | D-2-7041-0211 |      |
| (Standort)               | Station des Jungpaläolithikums (Aurignacien).                                                  | D-2-7041-0264 |      |